# Lucio Crassicio Pansa
Lucio Crassicio Pansa (in latino Lucius Crassicius Pansa; Taranto, 70 a.C. circa – Roma, dopo il 10 a.C.) è stato un grammatico, mimografo e precettore romano, vissuto nell'era augustea.

## Biografia
Nativo di Taranto, Crassicio fu un liberto, come altri grammatici, con il nome di Pasicle, che poi mutò nel cognomen più romano di Pansa.
La sua prima attività fu quella di mimografo ma, in seguito, si diede alla grammatica, insegnando, com'era consuetudine per i maestri di scuola, all'aperto, sotto un pergolato e mostrando notevole erudizione. Divenne, poi, precettore nelle famiglie di alto rango, ed ebbe tra i suoi discepoli Iullo Antonio, figlio del triumviro Marco Antonio e la sua fama raggiunse quella di Verrio Flacco, precettore dei nipoti di Augusto.
Negli ultimi anni della sua vita si dedicò alla filosofia seguendo la Scuola dei Sextii, quindi con una connotazione pitagorica abbastanza diffusa in età augustea (si pensi al VI libro della Eneide virgiliana).

## Opere
Di Crassicio non abbiamo che la notizia che avesse commentato la Zmyrna, un epillio di Gaio Elvio Cinna che ebbe un enorme successo per la messe di dati e di erudizione.